# SummerSlam (2021)
SummerSlam 2021 fue un evento de pago por visión de lucha libre profesional y de WWE Network producido por WWE para sus divisiones de marca Raw y SmackDown, realizado el 21 de agosto de 2021 en el Allegiant Stadium en el suburbio de Las Vegas en Paradise, Nevada. Fue el trigésimo cuarto evento bajo la cronología de SummerSlam y el primero en celebrarse en sábado desde el evento de 1992. Fue el último SummerSlam con Vince McMahon como CEO y Presidente de WWE.

## Producción
SummerSlam es un evento de pago por visión (PPV) y de la WWE Network que la WWE celebra anualmente en agosto desde 1988. Apodado "La Mayor Fiesta del Verano", es uno de los cuatro pago por visión originales de la promoción, junto con WrestleMania, Royal Rumble y Survivor Series, conocidos como los "Cuatro Grandes", ya que son los mayores espectáculos del año de la promoción producidos trimestralmente. Se considera el segundo evento más importante del año de la WWE, por detrás de WrestleMania. El evento de 2021 será el número 34 de la cronología de SummerSlam y contará con luchadores de las marcas Raw y SmackDown. Según los informes, la WWE está planeando que SummerSlam 2021 sea más grande que el WrestleMania 37 de abril, debido a que este último tiene que celebrarse en un recinto de capacidad reducida.
El 28 de mayo de 2021, la WWE anunció que SummerSlam se celebraría en directo el sábado 21 de agosto, siendo el primer SummerSlam que se celebraba en sábado desde el evento de 1992 (que se pregrabó en sábado y se emitió en diferido en lunes), así como el primer SummerSlam que no se celebraba en domingo desde el evento de 1994, que tuvo lugar en lunes. Durante el espectáculo previo a la carrera de los Belmont Stakes de 2021, celebrado el 5 de junio, se confirmó que el Allegiant Stadium, situado en Paradise (Nevada), suburbio de Las Vegas, será la sede de SummerSlam. Mientras que la WWE suele celebrar los PPV en un domingo por la noche, el Wrestling Observer Newsletter informó de que era el Allegiant Stadium el que quería que SummerSlam se celebrara en sábado. Este será el segundo SummerSlam que se celebra en un estadio de fútbol, siendo el primero el evento de 1992 en el Estadio de Wembley, en Wembley, Londres, Inglaterra, pero el primero que se celebra en un estadio de la National Football League en los Estados Unidos. Los paquetes de viaje estuvieron disponibles el 11 de junio, mientras que las entradas individuales salieron a la venta el 18 de junio. Como parte de la semana de SummerSlam, la WWE celebrará una prueba de varios días en la zona de Las Vegas para firmar nuevos luchadores con contratos de desarrollo.
Como parte de la semana de SummerSlam, la WWE celebrará una prueba de varios días en la zona de Las Vegas para firmar nuevos luchadores con contratos de desarrollo. Además, tras el regreso de John Cena a la WWE en el PPV anterior, Money in the Bank, la compañía comenzó una gira titulada "Verano de Cena". La gira tiene a Cena apareciendo en Raw, SmackDown, y en los eventos de WWE Live en las semanas previas a SummerSlam e incluyendo este último. La WWE también se ha asociado con TikTok para organizar un concurso para seleccionar a dos locutores de ring invitados para SummerSlam. La actriz, comediante y autora Tiffany Haddish será la anfitriona de la afterparty oficial de SummerSlam, y la WWE hará una donación en apoyo de su organización benéfica de acogida, la Fundación She Ready.
SummerSlam se celebrará la misma noche que el combate de boxeo entre Manny Pacquiao y Yordenis Ugás, que tendrá lugar en el cercano T-Mobile Arena. WWE planea que SummerSlam termine antes del evento principal de la tarjeta, para que los asistentes en persona tengan tiempo suficiente para viajar desde el Estadio Allegiant hasta el T-Mobile Arena a tiempo para la pelea, y para evitar la contraprogramación para los espectadores del PPV que ordenaron ambos shows.

#### Protocolos de COVID-19
Con la disminución de los casos de COVID-19 debido a la vacunación en Estados Unidos y el levantamiento de los protocolos de pandemia por parte de la mayoría de los establecimientos, la WWE reanudó las giras en directo a mediados de julio, realizando espectáculos a plena capacidad. Sin embargo, poco después, los casos de COVID-19 comenzaron a aumentar de nuevo debido a la aparición de la variante Delta del virus. El 4 de agosto, el Allegiant Stadium y Ticketmaster emitieron comunicados oficiales en los que se indicaba que todos los asistentes a SummerSlam, independientemente de su estado de vacunación, tendrían que llevar mascarillas durante el evento. No se ha anunciado ningún otro protocolo, y está previsto que SummerSlam se celebre como estaba previsto, con un público completo, ya que la WWE haya vendido más de 44000 entradas para el evento a finales de julio.

## Antecedentes
Después de que Roman Reigns defendiera con éxito el Campeonato Universal en Money in the Bank, declaró que ahora todo el mundo podía reconocerlo. John Cena luego hizo un regreso sorpresa a la WWE, marcando su primera aparición con la compañía desde WrestleMania 36 en abril de 2020, donde tuvo un breve enfrentamiento con Reigns antes de realizar su característica burla "You Can't See Me" a Reigns. En lugar de esperar hasta SmackDown, Cena apareció en Raw la noche siguiente para explicarse, declarando que quería poner a Reigns en su lugar. Luego desafió oficialmente a Reigns por el Campeonato Universal en SummerSlam. En SmackDown, Cena apareció para enfrentarse a Reigns, pero éste rechazó el reto y en su lugar aceptó un reto de Finn Bálor, que a su vez había regresado a SmackDown la semana anterior. La semana siguiente, cuando Bálor intentó firmar el contrato para el combate por el título, fue atacado por Baron Corbin, quien también intentó firmar el contrato; sin embargo, Cena salió, atacó a Corbin y firmó el contrato él mismo, reservando así el combate por el Campeonato Universal contra Reigns para SummerSlam.
En Money in the Bank, Nikki A.S.H. ganó el combate femenino de escaleras de Money in the Bank, ganando un contrato para un combate por el campeonato femenino de su elección en cualquier momento, mientras que más tarde esa noche, Charlotte Flair derrotó a Rhea Ripley para ganar el Campeonato Femenino de Raw. La noche siguiente en Raw, Flair defendió el título contra Ripley en una revancha; sin embargo, Flair fue descalificada tras golpear a Ripley con el cinturón del título, por lo que Ripley ganó el combate pero no el campeonato. Ripley y Flair se pelearon y Ripley realizó un Riptide sobre Flair en ringside. Nikki entonces salió corriendo y cobró su contrato de Money in the Bank sobre Flair para ganar el Campeonato Femenino de Raw. A la semana siguiente, Flair y Ripley reclamaron su derecho a desafiar a Nikki por el título en SummerSlam. Los oficiales de la WWE Adam Pearce y Sonya Deville salieron y resolvieron el asunto programando a Nikki para defender el campeonato contra Flair y Ripley en un combate de triple amenaza en el evento.
Tras su dominante victoria en Money in the Bank, Bobby Lashley (acompañado por MVP) realizó un desafío abierto por el Campeonato de la WWE en el episodio de Raw de la noche siguiente. El desafío fue aceptado por Keith Lee, que había estado inactivo debido a una lesión desde febrero. Después de que Lashley derrotara a Lee, Lashley y MVP se enfrentaron a Goldberg, miembro del Salón de la Fama de la WWE, que aparecía por primera vez desde el Royal Rumble de enero. Goldberg proclamó que sería el próximo retador de Lashley por el título. Sin embargo, a la semana siguiente, Lashley rechazó el reto de Goldberg. En el episodio del 2 de agosto, Goldberg apareció y se enfrentó al campeón cara a cara, declarando que derrotaría a Lashley por el título. El combate se confirmó posteriormente para SummerSlam.
En la noche 1 de WrestleMania 37, Bianca Belair derrotó a Sasha Banks para ganar el Campeonato Femenino de SmackDown. En el episodio del 30 de julio de SmackDown, tanto Carmella como Zelina Vega se postularon para desafiar a Belair por el título. Las dos atacaron a Belair, que fue salvada por Banks, haciendo su primera aparición desde el SmackDown después de WrestleMania. Banks y Belair se unieron y derrotaron a Carmella y Vega en un combate por equipos. Sin embargo, tras el combate, Banks emboscó a Belair por la espalda, convirtiéndose así en heel en el proceso. La semana siguiente, Banks retó a Belair a un combate por el título en SummerSlam, que Belair aceptó.
Después de que a Edge se le concediera un combate por el Campeonato Universal en Money in the Bank, Seth Rollins se mostró en desacuerdo con esta decisión, ya que consideraba que se merecía la oportunidad. En el evento, Rollins le costó a Edge el campeonato y después del combate, los dos se pelearon con el público. En el siguiente episodio de SmackDown, Edge llamó a Rollins y dijo que sus problemas se remontan a 2014, cuando Rollins había intentado lesionar el cuello reparado quirúrgicamente de Edge y poner definitivamente fin a su carrera. Rollins entonces salió y dijo que despreciaba a los luchadores más antiguos como Edge y John Cena por volver y quitarle oportunidades a los luchadores actuales que se las ganaron. A continuación se produjo una pelea. La semana siguiente, Rollins atacó a Edge durante su entrada y declaró que si él no puede ser Campeón Universal, entonces Edge tampoco. En el episodio del 6 de agosto, Edge retó a Rollins a un combate en SummerSlam que Rollins aceptó.
En el episodio del 5 de julio de Raw, Drew McIntyre se enfrentó y derrotó a su antiguo compañero de 3MB Jinder Mahal (acompañado por Shanky y Veer) después de que Mahal sintiera que McIntyre le había hecho perder la oportunidad de competir en el combate de escaleras de Money in the Bank masculino. Tras el combate, Mahal, Shanky y Veer atacaron a McIntyre y le robaron la espada familiar que utiliza para su entrada teatral. La semana siguiente, Mahal, Shanky y Veer desmantelaron la espada sólo para que McIntyre revelara que era una réplica. McIntyre entonces procedió a desmantelar la motocicleta de Mahal. En Money in the Bank, Mahal, Shanky y Veer le costaron a McIntyre el combate de escalera de Money in the Bank masculino. En el episodio de la noche siguiente de Raw, Mahal, Shanky, y Veer se regodeó sobre el costo de McIntyre el partido sólo para McIntyre para atacar a los tres con una silla de acero. McIntyre derrotaría entonces a Veer y Shanky en combates durante las siguientes dos semanas. El 13 de agosto, un combate entre McIntyre y Mahal fue programado para SummerSlam.

## Resultados
- Kick-Off: Big E derrotó a Baron Corbin (6:35).[34]
  - Big E cubrió a Corbin después de un «Big Ending».
  - Después de la lucha, Big E recuperó su maletín de Money in the Bank.
- RK-Bro (Randy Orton & Riddle) derrotaron a AJ Styles & Omos y ganaron el Campeonato en Parejas de Raw (7:05).[35]
  - Orton cubrió a Styles después de un «RKO».
- Alexa Bliss derrotó a Eva Marie (con Doudrop) (3:50).[36]
  - Bliss cubrió a Marie después de un «Blissful DDT».
  - Después de la lucha, Doudrop abandonó a Marie.
- Damian Priest derrotó a Sheamus y ganó el Campeonato de los Estados Unidos (13:50).[37]
  - Priest cubrió a Sheamus después de un «The Reckoning».
- The Usos (Jey Uso & Jimmy Uso) derrotaron a The Mysterios (Dominik & Rey Mysterio) y retuvieron el Campeonato en Parejas de SmackDown (10:50).[38]
  - Jey cubrió a Rey después de un «Uso Splash».
- Becky Lynch derrotó a Bianca Belair y ganó el Campeonato Femenino de SmackDown (0:27).[39]
  - Lynch cubrió a Belair después de un «Manhandle Slam».
  - Originalmente Sasha Banks iba a ser la oponente de Belair, pero fue reemplazada por Carmella debido a que no tenía el alta médica para competir; sin embargo, Lynch ocupó el lugar de Carmella tras atacarla.
  - Ese fue el regreso de Lynch a WWE después de un año de ausencia a causa de su embarazo.
- Drew McIntyre derrotó a Jinder Mahal (4:40).[40]
  - McIntyre cubrió a Mahal después de un «Claymore».
  - Veer y Shanky tenían prohibido el ingreso a la lucha.
- Charlotte Flair derrotó a Nikki A.S.H (c) y Rhea Ripley y ganó el Campeonato Femenino de Raw (13:05).[41]
  - Flair forzó a Nikki a rendirse con un «Figure-Eight».
- Edge derrotó a Seth Rollins (21:15).[42]
  - Edge forzó a Rollins a rendirse con un «Bulldog Choke».
- Bobby Lashley (con MVP) derrotó a Goldberg y retuvo el Campeonato de la WWE (7:11).[43]
  - El árbitro declaró a Lashley como el ganador al decretar que Goldberg no podía continuar después de lesionarse durante la lucha.
  - Después de la lucha, Lashley atacó a Goldberg y su hijo Gage Goldberg.
- Roman Reigns (con Paul Heyman) derrotó a John Cena y retuvo el Campeonato Universal de la WWE (23:00).[44]
  - Reigns cubrió a Cena después de un «Spear».
  - Después de la lucha, Brock Lesnar hizo su regreso, confrontó a Reigns y atacó a Cena.